# Puchar Świata w narciarstwie alpejskim 1983/1984
Sezon 1983/1984 Pucharu Świata w narciarstwie alpejskim rozpoczął się 1 grudnia 1983 w słoweńskiej obecnie, a jugosłowiańskiej wówczas Kranjskiej Gorze, a zakończył 25 marca 1984 slalomami równoległymi kobiet i mężczyzn w norweskim Oslo. Była to 18. edycja pucharowej rywalizacji. Rozegrano 35 konkurencji dla kobiet (8 zjazdów, 7 slalomów gigantów, 2 supergiganty, 12 slalomów specjalnych (jeden równoległy) i 6 kombinacji) i 38 konkurencji dla mężczyzn (10 zjazdów, 8 slalomów gigantów, 4 supergiganty, 11 slalomów specjalnych (jeden równoległy) i 5 kombinacji).
Puchar Narodów (łącznie) zdobyła reprezentacja Szwajcarii, wyprzedzając Austrię i Stany Zjednoczone.

## Puchar Świata w narciarstwie alpejskim kobiet
Wśród kobiet najlepszą zawodniczką okazała się Szwajcarka Erika Hess, która zdobyła 247 punktów, wyprzedzając reprezentantkę Liechtensteinu Hanni Wenzel i Amerykankę Tamarę McKinney.
W poszczególnych klasyfikacjach tryumfowały:
- Maria Walliser – zjazd
- Tamara McKinney – slalom
- Erika Hess – slalom gigant razem z supergigantem
- Erika Hess – kombinacja

## Puchar Świata w narciarstwie alpejskim mężczyzn
Wśród mężczyzn najlepszym zawodnikiem okazał się Szwajcar Pirmin Zurbriggen, który zdobył 256 punktów, wyprzedzając Szweda Ingemara Stanmarka i reprezentanta Luksemburga Marca Girardelliego.
W poszczególnych klasyfikacjach tryumfowali:
- Urs Räber– zjazd
- Marc Girardelli – slalom
- Ingemar Stenmark i  Pirmin Zurbriggen – slalom gigant razem z supergigantem
- Andreas Wenzel – kombinacja

## Puchar Narodów (kobiety + mężczyźni)
- 1.  Szwajcaria – 2313 pkt
- 2.  Austria – 1899 pkt
- 3.  Stany Zjednoczone – 922 pkt
- 4.  RFN – 656 pkt
- 5.  Liechtenstein – 588 pkt